# Ângela (2023)
Ângela é um filme de drama e policial brasileiro, lançado nos cinemas em 7 de setembro de 2023 e disponibilizado em streaming em outubro do mesmo ano, dirigido por Hugo Prata, escrito por Duda de Almeida e estrelado por Isis Valverde e Gabriel Braga Nunes com produção da Downtown Filmes. O longa-metragem narra a história da mineira Ângela Diniz, uma figura notória na sociedade brasileira dos anos 70, que foi assassinada a sangue frio pelo seu então companheiro, Doca Street. O caso é tema de discussão pública há décadas sendo citado como "um dos mais emblemáticos casos de feminicídio do Brasil" que inspiraram a criação do movimento “Quem ama não mata” . Em 6 de outubro o filme chegou no Prime Video. 

## Sinopse

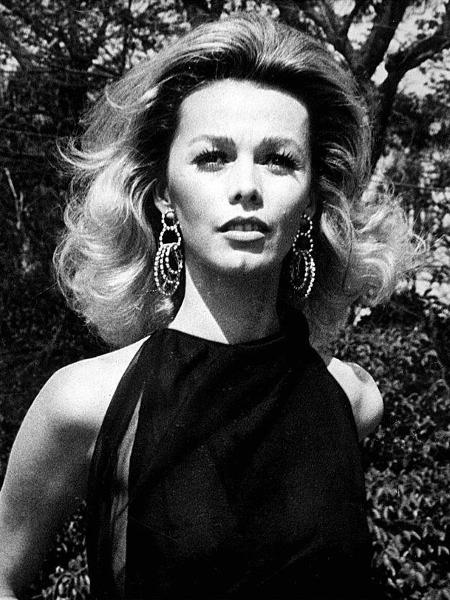
Ângela Diniz, assassinada pelo namorado Doca Street em 1976

Ângela Diniz (Isis Valverde), socialite mineira, muda-se para o Rio de Janeiro em busca de independência e se envolve em um romance conturbado com Doca Street (apelido de Raul Fernando do Amaral Street), interpretado por Gabriel Braga Nunes. O filme se passa em 1976, uma época marcada por diferentes valores sociais, culturais e judiciais em relação ao que se entende por relacionamentos e violência de gênero. A trama é centrada principalmente na casa de Búzios, na Praia dos Ossos, onde o relacionamento se desenrola e culmina no homicídio da personagem, explorando em sua construção temas como relacionamentos tóxicos e independência feminina.
Um elemento crucial da trama, que amarra sua finalização, é a referência a proibição da legítima defesa da honra pelo Supremo Tribunal Federal, que ocorrida apenas em 1° de agosto de 2023. O termo jurídico era frequentemente utilizado para justificar ações violentas de homens contra mulheres que supostamente haviam ferido sua honra. A proibição dessa defesa jurídica é um marco importante na história brasileira, refletindo mudanças nas atitudes em relação à violência de gênero .

## Elenco
- Isis Valverde como Ângela Diniz
- Gabriel Braga Nunes como Doca Street
- Bianca Bin como Vitória Maria (Tóia)
- Emílio Orciollo Netto como Moreau
- Gustavo Machado como Ibrahim Sued
- Alice Carvalho como Lili
- Chris Couto como Maria Diniz
- Carolina Manica como Adelita Scarpa